# Législature constituante d'Andorre
La législature constituante du Conseil général d'Andorre est la législature, élue en 1992, qui a rédigé la Constitution d'Andorre en 1993 avant d'être dissoute la même année.

## Élections
À la suite de la dissolution du Conseil général, des élections ont lieu en avril 1992.

## Assemblée constituante
Le nouveau Conseil se proclame Assemblée constituante en juin 1992. Après sept mois de travaux, elle adopte le 2 février 1993 le texte de la Constitution d'Andorre qui est approuvée par référendum le 14 mars suivant. La législature constituante se poursuit jusqu'à la fin de l'année 1993 afin d'adopter les lois organiques nécessaires et mettre en œuvre le nouveau système institutionnel.

## Composition de l'exécutif
- Syndic général : Jordi Farràs Forné
- Sous-syndic général : Josep Marsal Riba
- Secrétaire général : Carles Santacreu Coma

## Liste des conseillers généraux de 1992-1993
- Josep Areny Fité
- Enric Casadevall Medrano
- Rosa Mari Mandicó Alcobé
- Miquel Naudi Casal
- Jordi Torres Alís
- Maria Reig Moles
- Jordi Mas Torres
- Gabriel Dallerès Codina
- Albert Pujal Trullà
- Enric Dolsa Font
- Olga Adellach Coma
- Andreu Gaspà Picart
- Albert Gelabert Grau
- Josep Garrallà Rossell
- Daniel Armengol Mora
- Guillem Areny Argelich
- Jaume Bartumeu Cassany
- Miquel Armengol Pons
- Robert Cassany Vila
- Antoni Armengol Vila
- Joan Santamaria Terré
- Joan Pujal Areny
- Ladislau Baró Solà
- Pere Altimir Pintat
- Miquel Aleix Areny
- Nadia Aleix Tugas
- Ramon Canut Bové
- Antoni Jordi Areny